# 密度効果
密度効果（みつどこうか）というのは、生物において個体群密度の上昇によって、個体や個体群に現れる影響のことである。

## 概説
ある生物の個体群において、その生育面積当たりの個体数、つまり個体群の密度は、ある範囲で、ある程度一定に保たれているものと考えられている。これは、個体数が多くなると、何等かの形で個体数の増加にブレーキをかける仕組みが存在するためと考えられる。このように、個体群の密度は個体群成長などに一定の影響を与える。これを密度効果（density effect）と言う。
具体的な内容としては、えさが不足したり、住みかがなくなったりと言った風に必要な資源を求めての競争が激しくなること、排泄物の増加等によって生息環境が悪化することなどが挙げられる。他方、密度が高い方が有利になる例も知られる。しかし、一般的には過密による悪影響が重要と考えられ、その方向の研究が主体である。
生物によっては密度の差によって形態や行動に変化を生じる場合がある。たとえばバッタ類に見られる相変異などで、これも密度効果という場合もある。

## 実験による発見
アメリカのパールは1920年代に、人口論の研究を基礎づける実験としてショウジョウバエの個体数増加について研究した。瓶に餌として一片のバナナをいれ、これにショウジョウバエをいれて個体数増加を見たところ、個体数は当初は素早く増加するが、次第にその増加率は下がることを発見した。これをグラフにするとS字曲線を描く。当初は瓶の中の餌は最初にほうり込んだのをそのままにしたので、餌の不足が原因との可能性が考えられたため、途中で餌を追加したり、新しい瓶にショウジョウバエを移したりといった追加実験を行ったが、個体数増加の傾向は変わらなかった。彼はこの曲線を個体数増加の一つの型と見なし、これをロジスティック曲線と呼んだ。
また、彼は個体数の増加によってその増加率に変化が生じることに注目し、個体数を変えて飼育することで、個体数が多くなるとその世代の増加率が小さくなることを見いだした。これが密度効果の発見である。
同様の研究はヒラタコクヌストモドキを用いてチャプマンらによっても行われ、また日本では内田俊郎がアズキゾウムシで同様の研究を行った。

## 具体的内容
密度効果が具体的にはどのように現れるものかは、個々の生物でやや異なる。たとえば内田はアズキゾウムシについて詳しく調べた例では、成虫一個体当たりの産卵数、卵の孵化率、幼虫期（蛹を含む）の死亡率が、いずれも密度に依存して、高密度であるほど個体数が減少する方向に変化する。また、高密度では生まれる成虫個体も小型になり、繁殖能力が低くなる傾向がある。
そのような結果がどのような過程で生じるかには、様々な要因があるが、大きく分ければ個体間の相互干渉(mutual interfarence)と、環境の生物的条件付け(biological conditioning of environment)に分けられる。

### 相互干渉
個体数が多くなると、互いに接触する局面が増え、その結果、それぞれの活動を邪魔したり、傷つけ合ったりと言った直接的な影響が生まれる。あるいは互いの行動の邪魔になる場合もあるだろう。このような影響を相互干渉と言う。たとえば産卵時に他個体と接触することで産卵行動が邪魔されると、産卵数が減少する、というような具合である。内田によるアズキゾウムシの例では、卵の孵化率が密度の増加によって大きく低下することが分かっており、恐らく成虫による踏み付けが原因だろうと述べている(内田,1972)。ヒラタコクヌストモドキの場合、雌成虫による卵の共食いがかなり大きいと言う。
また、いわゆるストレスによって体内の状態に変化をもたらすのもこれに当たる。なお、ストレスの場合、単一個体のみで孤独ストレスを生じる例もあり、この場合は具体的な個体間の関係は無いのであるが、相互干渉が極端に減少したことによる結果と考えれば、この範疇に含められる。

### 生物的条件付け
多数個体が生息することで、その背景の環境に影響が出て、それがその生物の生育に影響することもある。これを環境の生物的条件付けという。これは物理的、化学的、あるいは生物学的な変化として生じる。例えば農業で言う嫌地現象もその一つである。
ヒラタコクヌストモドキの場合、成虫の胸部に臭腺があり、これから分泌されるエチルキノンによって次第にピンク色で臭くなる。この状態における環境の変化は化学物質だけでなく、微生物相にも大きな違いが生まれる。このような状態になるとコクヌストモドキに奇形が生じやすくなり、また原虫による寄生率も高まる。実験的には、産卵数も減少することが知られている。
また、アメリカのトノサマガエル類では、オタマジャクシを狭い容器で飼育すると成長が阻害されることが知られている。面白いのは狭い容器でオタマジャクシを育てた時の水を使って飼育すると、広い容器でもオタマジャクシの成長阻害が見られる。つまり水がオタマジャクシで条件付けられたのである。この原因は1958年にリチャーズによって発見された。彼は10-15μmの粒子を通すフィルターで濾過することで条件付けが解除されることを発見し、また、オタマジャクシが糞をすると効果が強まるのを見つけ、糞中からプロトテカという藻類を見つけ、これが原因であることを突止めた。

## 密度の定義
ここで問題になることの一つに、密度をどう定義するかという問題がある。一般的には、一定面積、あるいは体積当たりの個体数を考えればよいと思われる。しかし、例えば箱の底に餌を並べ、そこで昆虫を飼育した場合、飛び回れる空間の広さと、餌のある面積とは、それぞれに意味が違うはずである。アズキゾウムシの例では、容器の大きさ、餌の豆の数などを様々に変化させ、それに様々な数のゾウムシを飼育した結果、豆の数当たりの個体数が密度効果に影響し、例えば大きい容器に少数の豆をいれても、狭い容器に同数の豆をいれても、そこにいれるゾウムシの数によって増殖率が変化する。また、ネッタイシマカのボウフラでの実験では、むしろ水面の面積が重要であることが示されている。
大まかに考えて、密度として考えられる、個体数によって個々の生物の取り分が変化するものは、空間そのものと餌であろう。このような研究でしばしば利用される、コクヌストモドキなど貯蔵穀物の害虫の場合、この二つはほぼ同じものとなっている。

## 低密度が悪影響を与える場合
一般に密度効果と言えば個体数増加によって個体群成長にブレーキがかかる現象を指し、低密度のことを余り考えない。これは、個体間の基本的関係が競争であるとする生態学の基本的な考えに基づくとも考えられる。これに対して、内田は過疎の悪影響についても繰り返し言及している。実際に低密度が悪影響を与える場合もある。例えば、群れを作る動物は数が少ないと問題を生じる例が少なくない。これについては群れによる利点に関する項を参照されたい。
また、例えばフスマでウジを飼育する場合、個体数が多ければほどよく撹拌され、ウジの成育に適する状態が維持されるが、数が少なすぎる場合、撹拌が足らないためにカビが生えてふすまが固形化し、生活できなくなる。この場合ウジによる環境の条件付けがウジの生育を保証している例である(内田,1972)。
なお、密度の上昇が個体群の成長を促進する効果をアリー効果と呼ぶ。フジツボや虫媒花にみられるものであり、希少種の保全などの分野で注目されている。詳しくはアリー効果の項を参照されたい。

## 野外個体群
飼育下の個体群では、餌は不足せず、天敵もいないから、すべての個体は死なずに成長するのが本来の姿と考えられ、死亡する原因は基本的には密度効果的な現象である。
これに対して、野外の個体群では、基本的にどのような密度であれ、生まれた個体の多くは死ぬものである。この場合、死亡原因が密度効果の一部をなすかどうかを区別しなければならない。一般的に、その原因による死亡率が密度依存的に変化し、密度が高くなると死亡率が上昇する場合に、これを密度効果と見なす。しかし、この辺りの区別にはやや混乱がある。

## 相変異
密度の変化が個体の形質を大きく変化させる例もある。もっとも著名なのがバッタにおける相変異で、低密度では孤独相が、高密度では移動相となり、集団で移動をするようになる。これに類似の現象はヨトウムシなどにも知られる。
同じように密度による変化と思われるものに長翅型と短翅型が出る翅多型がある。カメムシやアメンボなどに見られるもので、密度が高くなると翅の長い個体が増え、それらは飛行して移動しがちになる。これは、ある生息地が過密になった場合に、新たな生息地を開発することができる効果があると考えられる。
もっともこれには違う考え方もある。ヨツモンマメゾウムシにはよく飛ぶ型と飛ばない型があるが、飛ぶ型のほうが野生型であるとの説がある。飛ぶ型はよく移動し、あまり個体群密度が高くならない。飛ばない型は移動性が低く、高密度で生育する。後者は人間が穀物を貯蔵するようになったことから、彼らはそれを餌にするようになり、飛ばない型はそれに適応したものだというのである。京都大学でこのゾウムシを継代飼育した結果、次第にこの型が増加したとの研究結果がある。それでも、高密度下では飛ぶ型が出現しがちであるという（森下,1979からp.368）。

## ロジスティック式と最適密度
個体群成長の基礎モデルとしてロジスティック方程式がある。これは次のような形をしている。
{\displaystyle {\frac {dN}{dt}}=N(r-kN)}
ここでNは個体数、rは内的自然増加率、kは1個体の増加による増殖率の低下率である。つまり、本来の増殖率rに対して、個体数がNの時にはkNの分だけブレーキがかかる。これを環境抵抗というが、密度効果はこの一部をなすものと考えられる。
この式を見れば、N＝0でない限りはNが小さいほど増加率は高いことがわかる。横軸にN、縦軸に増加率を取れば、一方的に右下がりの曲線となろう。この型を、最初に発見されたショウジョウバエにちなんでショウジョウバエ型(Drosophila type)という。しかし、その後に極端に低い密度では逆に増加率が下がる例が見つかり、これをアレー型(またはコクヌストモドキ型 Tribolium type)という。この場合、明らかに増殖率が最大となるような最適密度が存在する。内田はこれについて、おそらくショウジョウバエ型においても、さらに極端な低密度では増殖率は低下するはずだと述べており（例えば交尾相手も見付けられないような密度）、ロジスティック式は低密度には適用できないとの見解を示している。

## 最終収量一定の法則
農学において、土地面積当たりの収量に対する考え方として、最終収量一定の法則（収量一定の法則）がある。高密度で栽培されると1個体が利用できる資源が制限されて、成長が抑制される密度効果を受け、1個体の平均重量が減少してしまう。一方で、その土地で収穫される個体数は多い。したがって、単位面積当たりの植物体の総重量（収穫量、成長量、収量）は、個体群密度による密度効果に関わらず一定であると考えられる。これを最終収量一定の法則という。痩せた作物が多量に採れる事態を防ぐために行われるのが間引きであり、間引きは最終収量一定の法則を前提とした作業である。